# 고고 다이노
《고고 다이노》(Go Go Dino)는 2016년의 애니메이션이다.
대한민국의 스튜디오 모꼬지와 중국의 애니메이션 스튜디오에서 공동으로 제작되었다. 

## 줄거리
우주 안전 관리국의 훈련 과정을 수료한 4마리의 공룡 로봇이 주인공이다. 이들 신입 요원은 최고의 요원이 되기를 꿈꾸며 동물 마을에서 첫 임무를 맡게 되는데... 
동물 마을은 평화로워 보이지만 말썽꾸러기 삼총사 벤과 폴, 그리고 에밀리 때문에 조용할 날이 없다. 4마리의 공룡 로봇들은 마을 친구들에게 어렵거나 힘든 일이 생기면 힘을 모아 사건을 해결하며 최고의 요원으로 성장해 간다.

## 목소리 출연
- 이민규: 렉스(9기까지)
- 이상준: 렉스(10기부터)
- 김한나: 토모(9기까지)
- 김아롱: 토모(10기부터), 트릭시
- 이영아: 비키(9기까지)
- 정유정: 비키(10기부터)
- 전태열: 핑
- 김율: 로키
- 천지선: 포키
- 엄상현: 안키
- 김채하: 페리, 앤디
- 김명준: 스톰
- 전태열: 볼카
- 남도형: 케티
- 박리나: 다니, 루카스
- 정의진: 주니
- 김하루: 벨리
- 허성재: 헬리
- 이지현: 조이
- 신용우: 티록
- 홍범기: 트록
- 김은아: 지니
- 민승우: 럭키
- 이정민: 코니
- 한경화: 도로시
- 차영희: 펀치
- 여민정: 비비
- 강시현: 바비
- 장미: 부